# Barbárie de Queimadas
A Barbárie de Queimadas foi um caso de estupro coletivo seguido do homicídio de Izabella Pajuçara Frazão Monteiro e de Michelle Domingues da Silva ocorrido em 12 de fevereiro de 2012, no município de Queimadas, estado da Paraíba. As vítimas do crime são a professora Izabella Pajuçara Frazão Monteiro, de 27 anos, e a recepcionista Michelle Domingues da Silva, de 29 anos. O crime ocorreu na festa de aniversário de um dos criminosos, Luciano dos Santos Pereira, que aconteceu na casa de irmão dele, Eduardo. A festa foi interrompida pela invasão de homens encapuzados anunciando um assalto.

## Condenação
Em 25 de outubro de 2012, a juíza Flávia Baptista Rocha decidiu pela condenação dos seis homens julgados pelo estupro de cinco mulheres. Luciano dos Santos, considerado o mentor dos crimes, foi condenado a 44 anos de reclusão, pelo estupro de quatro mulheres e participação em mais um abuso sexual. Fernando de França Silva Júnior, vulgo 'Papadinha', foi condenado a 30 anos de prisão, por estuprar uma vítima e colaborar para a violência sexual de outras quatro. Jacó Sousa foi sentenciado a 30 anos de reclusão, por estuprar duas mulheres e participar no abuso das outras três vítimas. Luan Barbosa Cassimiro deve cumprir 27 anos de reclusão, pela violência sexual praticada contra uma vítima e participação no estupro das quatro demais. José Jardel Sousa Araújo foi condenado a 27 anos e Diego Rêgo Domingues a 26 anos e seis meses de reclusão. Ambos participaram dos cinco estupros. Em 17 de novembro de 2020, Eduardo dos Santos Pereira fugiu da Penitenciária de Segurança Máxima Doutor Romeu Gonçalves de Abrantes de João Pessoa. Em 19 de março de 2024, Eduardo dos Santos, que estava foragido há três anos, foi preso em operação conjunta das polícias do Rio de Janeiro e da Paraíba em Rio das Ostras, no Rio de Janeiro.

## Repercussão
- Em 11 de maio de 2023, um episódio do Linha Direta relembrou o caso desse crime.[2]